# Antal György (harmonikaművész)
Antal György (1929. január 11. – 2006. július 10.) budapesti harmonikaművész.

## Életútja
Tanulmányait sok kiváló harmonikáshoz hasonlóan a Steinitz Zeneiskolában végezte. Hangszertanárai Jáhn Antal és Steinitz Elza voltak, zeneelméletet Pernye Andrástól és Sugár Rezsőtől tanult.

## Szakmai pályája
1950-től 1963-ig a Steinitz Zeneiskolában tanít harmonikát. 1953 és 1956 között harmonikatanárként a Magyar Néphadsereg Központi Tisztiházának alkalmazásában állt. 1971-től 1983-ig a csepeli Fővárosi XXI. kerületi Állami Zeneiskolában, valamint a Sashalmi Munkaközösségi Zeneiskolában tanított.
1946-tól 1950-ig a Magyar Rádió szólistája. Játszott Herrer Pál, Horváth István László és Jáki-Tóth Pál zenekarában is. 1958-tól 1963-ig Turán László zenekarának a tagja, de mellette (balatoni vendéglátóhelyeken működő) saját zenekart is vezet.
A ZETA Harmonika Tagozatának vezetőjeként utód harmonikaművész, Ernyei László nekrológjában is kiemeli érdemeit a zeneiskolások rendszeres (januári és márciusi), tartós hagyománnyá váló bemutató hangversenyeinek meghonosításban.

## Társadalmi szerepvállalása
- Az Országos Zenepedagógus Szakosztály Harmonika Tagozatának, majd az ennek bázisán létrejött Magyar Zenetanárok Társasága (ZETA) Harmonika Tagozatának vezetője volt (1975-1994)

## Eredményei
- Országos Harmonikaverseny (gyermek) I. díj (1948)
- Országos Munkás Kultúrverseny I. díj (1952)
- 1952-53-as Országos Hadsereg kulturális verseny I. díj